# Мартін Якш
Мартін Якш (чеськ. Martin Jakš, 6 вересня 1986, Пльзень) — чеський лижник, олімпійський призер. 
Якш у лижному спорті з 2004. Бронзову олімпійську медаль він виборов на Олімпійських іграх у Ванкувері в складі естафетної команди Чехії в естафеті 4x10 км.
Виступаючи в Кубку світу з лижних перегонів, Якш один раз підіймався на подіум - після гонки на 3,3 км в Італії в 2008. Більших успіхів він добивався в естафетах, двічі, в 2007 та 2008, виборюючи разом із товаришами перше місце. 